# История изменения внешних границ РСФСР

### РСФСР как независимое государство

#### 1917
Курсивом выделены события, не повлиявшие на формирование итоговых границ РСФСР
- 31 декабря: постановлением от 18 (31) декабря 1917 года «О Финляндии»[1] правительство советской России признало независимость Финляндии (Декларация независимости Финляндии принята 4 декабря, одобрена парламентом Финляндии 6 декабря 1917 года).

#### 1918
- 3 марта: советское правительство подписало Брестский мир, согласно которому признало независимость Украинской Народной Республики (без указания границ). При этом её законным правительством большевики признавали власть существовавшей в составе РСФСР с 25 декабря 1917 года Украинской народной республики Советов. Границы последней также были не определены, поскольку в конце января 1918 года, сразу после отъезда правительства УНРС в Киев из Харькова, где оно временно размещалось, пока Киев был под контролем Центральной Рады, в составе РСФСР на территориях Харьковской и Екатеринославской губерний была образована другая республика — Донецко-Криворожская Советская Республика (ДКР). Ранее в Херсонской губернии также была создана Одесская Советская Республика (ОСР). В связи с обязательствами РСФСР, взятыми при подписании Брестского мира, УНРС формально должна была быть независимым государством, что и было провозглашено Вторым Всеукраинским съездом Советов, состоявшимся 17—19 марта 1918 года в Екатеринославе. Таким образом, из состава России исключалась как минимум Правобережная и Левобережная Украина, а также север Новороссии (Екатеринослав). 13 марта Одесская республика была оккупирована германо-австрийскими войсками. В апреле все остальные республики были также оккупированы и ликвидированы, включая УНР. По подписанному Россией и Германией в августе 1918 года дополнительному соглашению к Брестскому миру границами Украины признавались границы 9 губерний, указанные в Универсале Центральной Рады, а все остальные территории, занятые Германией, — временно оккупированными[источник не указан 576 дней].

#### 1919
- 11 января: Временное рабоче-крестьянское правительство Украины издало приказ о временных границах Советской Украины (временного автономного образования на период до окончательной деоккупации территорий): восстанавливались прежние границы царских губерний, к Украине относились те губернии, чьи столицы располагались на территориях, которые были ранее отнесены к Украине. Таким образом временными границами Украины стали границы УНР по Третьему Универсалу Центральной Рады, но без северной части Таврической губернии (поскольку её столица — город Симферополь — располагалась в Крыму). 17 февраля 1919 года было принято постановление Совета Рабочей и Крестьянской Обороны РСФСР о ликвидации Донецко-Криворожской советской республики, что явилось подтверждением передаче её основной территории в состав Украины (западная граница области Войска Донского была сохранена в изначальном состоянии)[источник не указан 576 дней].
- 31 января: Советская Социалистическая Республика Белоруссия вышла из состава РСФСР. В тот же день Президиум ВЦИК принял постановление «О признании независимости Белорусской Социалистической Советской Республики»[2]. В состав БССР вошли только Минская и Гродненская губернии. Территории Витебской, Смоленской и Могилёвской губерний были исключены из состава Белоруссии ещё 16 января 1919 года.
- 10 марта: III Всеукраинский съезд советов провозгласил независимую Украинскую Социалистическую Советскую Республику. В этот же день был заслушан «Вопрос о границах с Российской Республикой». Север Таврической губернии включался в состав УССР, а 4 северных уезда Черниговской губернии стали частью РСФСР, затем войдя в состав Гомельской губернии[источник не указан 576 дней].
- 26 апреля: Речицкий уезд Белорусской ССР передан в состав Гомельской губернии РСФСР[источник не указан 576 дней].
- 31 июля: в состав РСФСР вошли западные части Речицкого, Бобруйского, Игуменского и Борисовского уездов бывшей Минской губернии ликвидированной 12 июля Литовско-Белорусской ССР. Вновь провозглашённая ССР Белоруссии включала в себя только 6 (из 9) неполных уездов бывшей Минской губернии.
- 29 декабря: Румыния официально аннексировала Бессарабию, где с 8 мая 1919 года формально существовала Бессарабская ССР, провозглашённая составной частью РСФСР[3]. Фактически Румыния заняла Бессарабию ещё в декабре 1917 — марте 1918 года, в 1919 году обязалась вывести войска, но нарушила соглашение и пошла на аннексию. Присоединение Бессарабии к Румынии никогда не признавалось ни РСФСР, ни СССР. При этом после принятия конституции РСФСР Бессарабская ССР формально не числилась в её составе. При образовании СССР участником союзного договора Бессарабская ССР также не стала. Таким образом, после румынской аннексии Бессарабия больше не считалась частью РСФСР и не имела в дальнейшем какого-либо статуса в её составе, став спорной территорией между РСФСР (затем — СССР) и Румынией.

#### 1920
- 2 февраля: был заключён Тартуский мирный договор между РСФСР и Эстонией, которым обе стороны официально признали друг друга (первый международный договор обоих государств)[4]. Западные приграничные территории Псковской и Петроградской губерний РСФСР (районы Печорского края, Причудье) переданы Эстонии.
- 15 марта: из области Войска Донского в состав созданной Донецкой губернии УССР были переданы станицы Гундоровская, Каменская, Калитвенская, Усть-Белокалитвенская, волость Карпово-Обрывская Донецкого округа; станица Владимирская, Александровская Черкасского округа, далее на запад условная линия: станция Казачьи Лагеря, Мало-Несветайская, Нижне-Крепинская и далее до границы с Таганрогским округом. Таганрогский округ передан Украине целиком.
- 2 апреля: Совнарком принял уточнённую границу Донецкой губернии: из Области Войска Донского: Таганрогский округ, из Донецкого округа станицы Гундоровская, Каменская, Калитвенская, Усть-Белокалитвенская, волость Карпово-Обрывская; от Черкасского округа — волость Фёдоровская, станица Владимирская, волость Сулиновская, станица Александровская и северные половины станиц Грушевской и Аксайской. 16 апреля 1920 года Президиум ВУЦИК утвердил эту границу.
- 6 апреля: во избежание прямого конфликта между РСФСР и Японией провозглашена Дальневосточная республика. 14 мая РСФСР признала независимость республики.
- 12 июля: Донецкий губисполком издал приказ № 11, в котором указывалось, что станица Луганская по реку Деркул ныне входит в состав Донецкой губернии УССР. От РСФСР официальных распоряжений не поступало, формально граница осталась прежней.
- 11 августа: был заключён Рижский мирный договор, в котором признавалась независимость Латвийской Республики[5]. По договору часть территории Островского уезда (в том числе Пыталово) была передана Латвии.
- 31 августа: Донисполком издал постановление, которым подтверждалась передача станицы Луганской в состав УССР[6].
- 14 октября: в соответствии с Тартуским мирным договором из состава РСФСР в состав Финляндии переходили: вся Печенгская область (Петсамо), также западная часть полуострова Рыбачий, от губы Вайда до залива Мотовского, и большая часть полуострова Средний, по линии, проходящей через середину обоих его перешейков; все острова, к западу от ограничительной линии в Баренцевом море, также отходили к Финляндии: острова Кий (Большой и Малый) и Айновские острова.

#### 1921
- 18 марта: между РСФСР, УССР и Польшей подписан Рижский договор, завершивший советско-польскую войну. По договору большевики формально признали независимость Польши и легитимность правительства Пилсудского, была установлена государственная граница граница между РСФСР, УССР и БССР, с одной стороны, и Польшей — с другой.

### РСФСР как республика в составе СССР

#### 1922
- 15 ноября: ВЦИК, в ответ на просьбу Народного собрания Дальневосточной республики, включил последнюю в состав РСФСР в качестве Дальневосточной области.

#### 1924
- Март: часть Витебской (с г. Витебск), часть Смоленской губерний (с г. Орша), а также Калининский, Могилёвский и Рогачёвский уезды Гомельской губернии переданы Белорусской ССР (таким образом территория БССР увеличилась более чем вдвое).
- Август: в состав РСФСР были переданы части Шахтинского и Таганрогского округов Донецкой губернии УССР, что составило примерно половину от территории, ранее входившей в состав области Войска Донского и переданной УССР за четыре года до этого. Были возвращены: город Таганрог, Фёдоровский, Николаевский, Матвеево-Курганский, Советинский, Голодаевский районы и восточная часть Екатериновского района Таганрогского округа; город Шахты, Глубокинский, Ленинский, Каменский, Усть-Белокалитвенский, Владимирский, Сулинский, Шахтинский районы и части территории Сорокинского и Алексеевского районов Шахтинского округа.
- Октябрь: при национально-государственном размежевании Средней Азии южная часть Туркестанской АССР была выведена из состава РСФСР и разделена между новыми союзными республиками: Узбекской ССР (включая Таджикскую АССР) и Туркменской ССР. Тогда же были упразднены отдельные республики — Хорезмская и Бухарская ССР, чьи территории вошли в состав вновь образованных республик.

#### 1925
- 16 октября: от Курской губернии были переданы УССР: территория бывшего Путивльского уезда (без Крупецкой волости), Креничанская волость Грайворонского уезда и две неполные волости Грайворонского и Белгородского уездов.

#### 1926
- 1 апреля: Семёновская волость Новозыбковского уезда Гомельской губернии передана УССР.
- 9 мая: Троицкая волость Валуйского уезда Воронежской губернии передана в состав Купянского округа УССР.
- 6 декабря: упразднена Гомельская губерния, её Гомельский и Речицкий уезды были переданы в состав Белорусской ССР.

Также в 1925—1926 годах в состав УССР были переданы:
- селение Знобь Трубчевской волости Почепского уезда Брянской губернии;
- селения Хинельской волости Севского уезда Брянской губернии: Фатевиж, Барановка, Демьяновка, Муравейня;
- Толстодубово Лемешковской волости Брянской губернии;
- Сельцо-Никитское, Сетное, деревня Грудская Подывотской волости Брянской губернии;
- бывшая Криничевская волость бывшего Суджанского уезда Курской губернии;
- южная часть Муромской волости Белгородского уезда Курской губернии;
- часть Уразовской волости Валуйского уезда Воронежской губернии;

#### 1928
- 16 октября: в состав РСФСР были возвращены селение Знобь (см. Белоберезковское городское поселение) и деревня Грудская (см. Подлесно-Новосельское сельское поселение), переданных ранее УССР из состава Брянской губернии РСФСР.

В состав УССР были переданы:
- селения Рашковичи и Смокаревка Хинельской волости Севского уезда Брянской губернии;
- селения Старицы, Прилипки и Огурцово Муромской волости Белгородского уезда Курской губернии;
- селения Великая Рыбица, Мирополье, Студенки, Запселье, Песняки, Александрия, Васильевка и Новая Деревня Миропольской волости Грайворонского уезда Курской губернии.

#### 1932
Вся территория вдоль залива Кара-Богаз-Гол, до этого входившая в состав Казакской (Казахской) АССР, передана в состав Туркменской ССР.

#### 1936
- 5 декабря: с принятием новой конституции СССР, Казахская АССР выведена из состава РСФСР и преобразована в Казахскую ССР. Аналогичные действия были предприняты в отношении Киргизской АССР, ставшей Киргизской ССР. Тогда же Каракалпакская АССР выведена из состава РСФСР и присоединена к Узбекской ССР.

#### 1939
- 11 ноября: Указом Президиума ВС СССР были переданы в состав Казахской ССР следующие сельсоветы Челябинской области: Веринский, Надеждинский, Михайловский, Константиновский и Георгиевский[источник не указан 576 дней].

#### 1940
- 12 марта: После окончания Зимней войны, в соответствии с договором о перемирии, в состав РСФСР вошла финская часть полуострова Рыбачий, северная часть Карельского перешейка, часть финской территории с городом Куолоярви.
- 31 марта: Карельская АССР выведена из состава РСФСР с образованием Карело-Финской ССР (в её же состав передали все остальные территории, перешедшие Советскому Союзу после Зимней войны).

#### 1943
- 12 октября: ликвидирована Карачаевская автономная область, её южная часть была передана в состав Грузинской ССР.

#### 1944
- 22 марта южная часть Грозненского округа (бывшая Чечено-Ингушская АССР) Ставропольского края передана в состав Грузинской ССР.
- 23 августа: часть Эстонской ССР (с г. Печоры) и часть Латвийской ССР (с г. Пыталово) переданы в состав РСФСР.
- 19 сентября: в соответствии с Московским перемирием в состав РСФСР вошёл район Петсамо (Печенга). РСФСР восстановила границу с Норвегией.
- 11 октября: Тувинская Народная Республика вошла в состав СССР, где была включена в состав РСФСР в качестве автономной области.
- 5 ноября: Дарьино-Ермаковский сельсовет (село Дарьино-Ермаковка и посёлок Кошары[8]) Красногвардейского района Ростовской области переданы в состав УССР[9].
- 24 ноября: Выборгский и Кексгольмский (Приозерский) районы Карело-Финской ССР были переданы в состав Ленинградской области РСФСР.

#### 1946
- 2 февраля: указом Президиума Верховного Совета СССР года образована Южно-Сахалинская область РСФСР, которая 2 января 1947 года объединена с Сахалинской областью (по итогам Советско-японской войны к СССР отошли Курильские острова и южная часть острова Сахалин).
- 7 апреля: на территории Кёнигсбергского особого военного округа была образована Кёнигсбергская область в составе РСФСР (ныне — Калининградская область) (в соответствии с Потсдамским соглашением 1945 года за СССР официально был закреплён уже де-факто существующий к тому времени Кёнигсбергский особый военный округ, занимавший примерно треть бывшей Восточной Пруссии).

#### 1953
В 1953 году в состав Мурманской области было передано село Алакуртти Карело-Финской ССР.

#### 1954
- 19 февраля: Крымская область РСФСР передана в состав Украинской ССР.

#### 1955
- 24 февраля: посёлок Куолаярви Карело-Финской ССР был передан в состав Кандалакшского района Мурманской области.
- 14 марта: в состав РСФСР был возвращён Клухорский район Грузинской ССР.

#### 1956
- 20 апреля: южная часть Джаныбекского района Западно-Казахстанской области Казахской ССР передана в состав Владимировского района Астраханской области[10].
- 16 июля: Карело-Финская ССР возвращена в состав РСФСР, восстановлена Карельская АССР.

#### 1957
- 9 января:  восстановлена Чечено-Ингушская АССР. В состав РСФСР возвращены территории Грузинской ССР, которые до 1944 года входили в состав ЧИАССР.
- 31 октября: печорский железнодорожный узел Эстонской ССР (восточная часть Ряпинаского района с деревнями Малая Кулиска, Ключи и Тамме) передан в состав РСФСР. Взамен в состав Эстонской ССР были включены деревни Подмогилье и Пердага Псковской области РСФСР[11].

#### 1991
- 19 мая: в соответствии с советско-китайским договором о пересмотре границы, из состава РСФСР были выведены и переданы Китаю острова Даманский и Киркинский Пожарского района Приморского края.